# Antipirético
Antipirético ou antitérmico  (também chamado de febrífugo e antifebril) é um medicamento que previne ou reduz a febre, diminuindo a temperatura corporal que está acima do normal (acima de 37°C). Entretanto, eles não vão afetar a temperatura normal do corpo se uma pessoa que não tiver febre o ingerir.
Os antipiréticos fazem com que o hipotálamo "ignore" ou modula as funções do hipotálamo a diminuir a temperatura um aumento  induzido por interleucina. O corpo então irá trabalhar para baixar a temperatura e o resultado é a redução da febre.
Contraditoriamente, a maioria dos antipiréticos são usados para outros fins. Por exemplo, os antipiréticos mais comuns no Brasil e nos Estados Unidos são a aspirina e o paracetamol, que são usados primariamente para o alívio da dor. Existe um debate sobre o uso apropriado de tais medicamentos: a febre é parte da resposta imune do corpo contra uma infecção que acarreta benefícios e malefícios. 
Entre os benefícios da febre destacam-se o aumento da resposta imunitária e promoção da fagocitose por parte dos leucócitos. O aumento da temperatura corporal impede também a proliferação de bactérias impedindo a sua captação de ferro.
Entre os maiores riscos da febre destacam-se os doentes com patologias cardíacas. A febre resulta em parte de um aumento da taxa metabólica do organismo, o que se traduz num aumento do consumo de oxigénio (13% por 1 ºC) e maior produção de metabolitos. Isto resulta num aumento da frequência cardíaca para aumentar o aporte sanguíneo nos tecidos. Em doentes com patologias cardíacas este aumento é bastante crítico sendo que doentes que sofreram enfartes recentes têm maior risco de sofrerem danos cerebrais.